# Фафи
Фафи (порт. Fafe; ['faf(ɨ)] Fafeо файле) — город в Португалии, центр одноимённого муниципалитета в составе округа Брага. Находится в составе крупной городской агломерации Большое Минью. По старому административному делению входил в провинцию Минью. Входит в экономико-статистический субрегион Аве, который входит в Северный регион. Численность населения — 15,3 тыс. жителей (город), 53,8 тыс. жителей (муниципалитет). Занимает площадь 218,87 км².
Покровителем города считается Святая Евлалия.
Праздник города — 16 мая.

## Расположение
Город расположен в 24 км на юго-восток от административного центра округа города Брага.
Муниципалитет граничит:
- на севере — муниципалитет Повуа-де-Ланьозу, Виейра-ду-Минью
- на востоке — муниципалитет Кабесейраш-де-Башту, Селорику-де-Башту
- на юге — муниципалитет Фелгейраш
- на западе — муниципалитет Гимарайнш

## История
Город основан в 1513 году.

## Население
| Численность населения муниципалитета по годам | Численность населения муниципалитета по годам | Численность населения муниципалитета по годам | Численность населения муниципалитета по годам | Численность населения муниципалитета по годам | Численность населения муниципалитета по годам | Численность населения муниципалитета по годам | Численность населения муниципалитета по годам | Численность населения муниципалитета по годам |
| --------------------------------------------- | --------------------------------------------- | --------------------------------------------- | --------------------------------------------- | --------------------------------------------- | --------------------------------------------- | --------------------------------------------- | --------------------------------------------- | --------------------------------------------- |
| 1801                                          | 1849                                          | 1900                                          | 1930                                          | 1960                                          | 1981                                          | 1991                                          | 2001                                          | 2004                                          |
| 7 573                                         | 13 416                                        | 27 346                                        | 32 959                                        | 43 782                                        | 45 828                                        | 47 862                                        | 52 757                                        | 53 528                                        |